# エレノア・ライング
エレノア・フルトン・ライング（英語: Eleanor Fulton Laing、旧姓: Pritchard〈プリチャード〉、1958年2月1日 - ）は、イギリス・スコットランドの弁護士、政治家。2020年から庶民院副議長を務める。

## 経歴

### 生い立ち
スコットランド・ペイズリー・レンフルーシャーに生まれ、父が評議員（councillor）を務めていたエルダースリーで育つ。
エディンバラ大学で法律学士号と教養修士号を取得し、エディンバラとロンドンで弁護士として活躍。
1997年の総選挙でエッピング・フォレストの下院議員として初当選した。

## 私生活
レンジャーズ・フットボール・クラブのファンである。